# Erich von Falkenhayn
Erich Georg Anton Sebastian von Falkenhayn (11. září 1861 hrad Białochowo u Grudziądze – 8. dubna 1922 zámek Lindstedt u Postupimi) byl německý, vysoce vyznamenaný generál a náčelník generálního štábu během první světové války. Mezi jeho vyznamenání patří např. pruský řád Pour le Mérite s dubovými ratolestmi nebo bavorský vojenský řád Maxe Josefa.

## Mládí a první světová válka
Erich von Falkenhayn se narodil 11. září roku 1861 na hradě Belchau v západním Prusku do aristokratické rodiny jako syn Fedora von Falkenhayna a jeho ženy Franzisky (rozené von Rosenberg). Jeho starší bratr Eugene byl rovněž armádní důstojník a během první světové války se propracoval až do generálské hodnosti a byl vyznamenán rovněž vysoce ceněným pruským řádem Pour le Mérite s dubovými ratolestmi. Jeho synovcem byl pozdější polní maršál Fedor von Bock. 
Mladý Erich vstoupil do německé císařské armády k 17. dubnu roku 1880 v hodnosti poručík (Sekondeleutnant) a byl přiřazen k 91. oldenburskému pěšímu pluku (Oldenburgisches Infanterie-Regiment Nr. 91).

## První světová válka
Na začátek roku 1916 naplánoval bitvu u Verdunu s cílem zničit francouzskou armádu. Po jejím neúspěchu byl nahrazen na pozici náčelníka generálního štábu hrdinou východní fronty generálem Hindenburgem. V lednu 1917 v čele deváté armády porazil za necelé čtyři měsíce Rumunsko a dobyl hlavní město Bukurešť. Méně úspěšně si vedl v Palestině, kde se turecké armádě pod jeho vedením nepodařilo zabránit britskému generálovi Allenbymu v dobytí Jeruzaléma. Po válce napsal svou autobiografii.

## Shrnutí vojenské kariéry

### Data povýšení
- Sekondeleutnant – 17. duben 1880
- Premierleutnant – 21. září 1889
- Hauptmann – 25. březen 1893
- Major – 25. březen 1899
- Oberstleutnant – 15. září 1905
- Oberst – 18. květen 1908
- Generalmajor – 22. duben 1912
- Generalleutnant – 7. červenec 1913
- General der Infanterie – 20. leden 1915
- Generalfeldmarschall – 9. červenec 1917 (Turecká armáda)

### Významná vyznamenání
- Pour le Mérite – 16. únor 1915
- Dubové ratolesti k Pour le Mérite – 3. červen 1915
- Komandér bavorského vojenského řádu Maxe Josefa
- Královský pruský řád černé orlice – 12. květen 1915
- Velkokříž královského pruského řádu červené orlice II. třídy s meči
- Velkokříž královského bavorského vojenského záslužného řádu s meči – 1915
- Královský bavorský vojenský záslužný řád I. třídy s meči – 1914
- Rytířský kříž vojenského řádu sv. Jindřicha
- Pruský železný kříž I. třídy (První světová válka)
- Pruský železný kříž II. třídy (První světová válka)
- Rakouská vojenská záslužná medaile v bronzu (První světová válka)
- Turecký železný půlměsíc (První světová válka)
- Čínská medaile v oceli

## Galerie

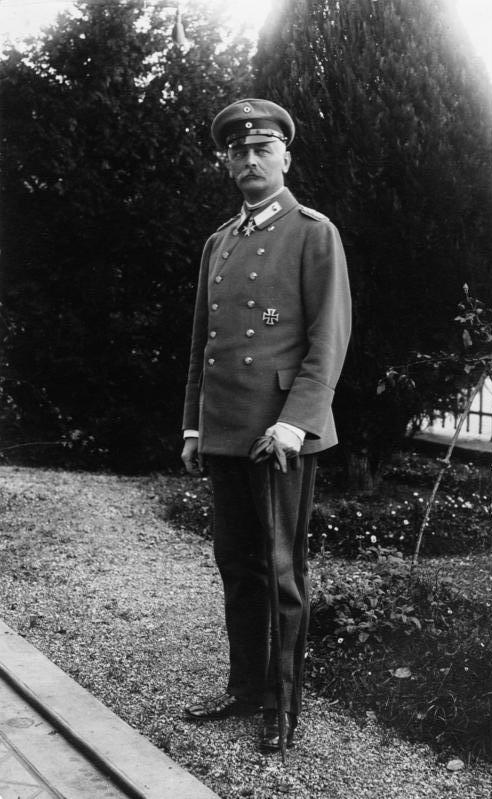
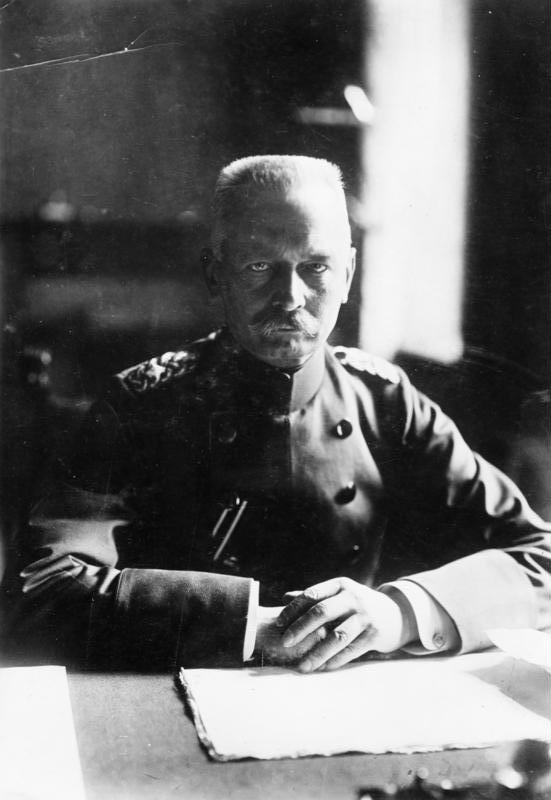